# Толмецо
Толмецо (итал. Tolmezzo, у месном говору Tumieç) град је у североисточној Италији. Он се налази у округу Удине, у оквиру италијанске покрајине Фурланија-Јулијска крајина.

## Природне одлике
Град Толмецо налази се у североисточном делу Италије, 120 км северно од Трста, седишта покрајине. Град је најзначајније насеље у северном делу покрајине, који је изразито алпски, у долини Таљамента. Око Толмеца се издижу Источни Алпи. Надморска висина града је 323 метра.

## Становништво
Према резултатима пописа становништва 2011. у општини је живело 10.570 становника.
| 1931. | 1936. | 1951. | 1961. | 1971.  | 1981.  | 1991.  | 2001.  | 2011.  |
| ----- | ----- | ----- | ----- | ------ | ------ | ------ | ------ | ------ |
| 7.371 | 6.819 | 8.329 | 9.114 | 10.076 | 10.460 | 10.616 | 10.611 | 10.570 |

Толмецо данас има око 11.000 становника, махом Италијана. Током протеклих деценија број градског становништва расте. 

## Партнерски градови
- Нуоро
- Зимбах ам Ин
- Sankt Florian

## Галерија
- Градска врата ди Сото
- Звоник градске цркве
- Здање Кампеис, данас градски музеј
- Предео из окружења Толмеца